# فيلي براون (لاعب دوري الرغبي)
فيلي براون (بالإنجليزية: Willie Brown)‏ هو لاعب دوري الرغبي أسترالي، ولد في 21 يناير 1979 في سيدني في أستراليا.